# Зара Ларссон
Сара Лоршон (швед. Zara Larsson) або Зара Ларссон (нар. 16 грудня 1997) — шведська співачка, авторка пісень, акторка, танцюристка та феміністична активістка. Досягла всенародної слави в Швеції, здобувши перемогу в сезоні 2008 року на шоу талантів «Talang», шведської версії телешоу «В Америці є таланти». У 2012 році підписала контракт з лейблом «TEN Music Group» і в січні 2013 року випустила дебютний міні-альбом «Introducing». Перший сингл з нього — «Uncover», очолив чарти в Швеції і Норвегії, а в Данії був на 3 місці, а сам альбом був в Швеції сертифікований тричі платиновим. Також в квітні 2013 року Ларссон підписала трирічний контракт з американським лейблом «Epic Records».

## Біографія
Народилася 16 грудня 1997 року у лікарні Каролінського університету в Сольні, Стокгольм, Швеція. У неї є молодша сестра Ханна (народилася у 2000 році). Ще дитиною Зара багато співала, і батьки звернули увагу на її талант. 2015 року в одному з інтерв'ю Зара сказала, що була прийнята до музичної школи Адольфа Фредріка, але відмовилася, бо не хотіла співати у хорі.
Менеджеркою Ларссон є її матір Агнета.
Близько 3-х років зустрічалась з хлопцем на ім'я Людвиг.
З 2017 по 2019 рік зустрічалася з британською моделлю Браяном Х. Віттакером, якого твітувала в 2015 році, а познайомилася через 2 роки.

## Кар'єра

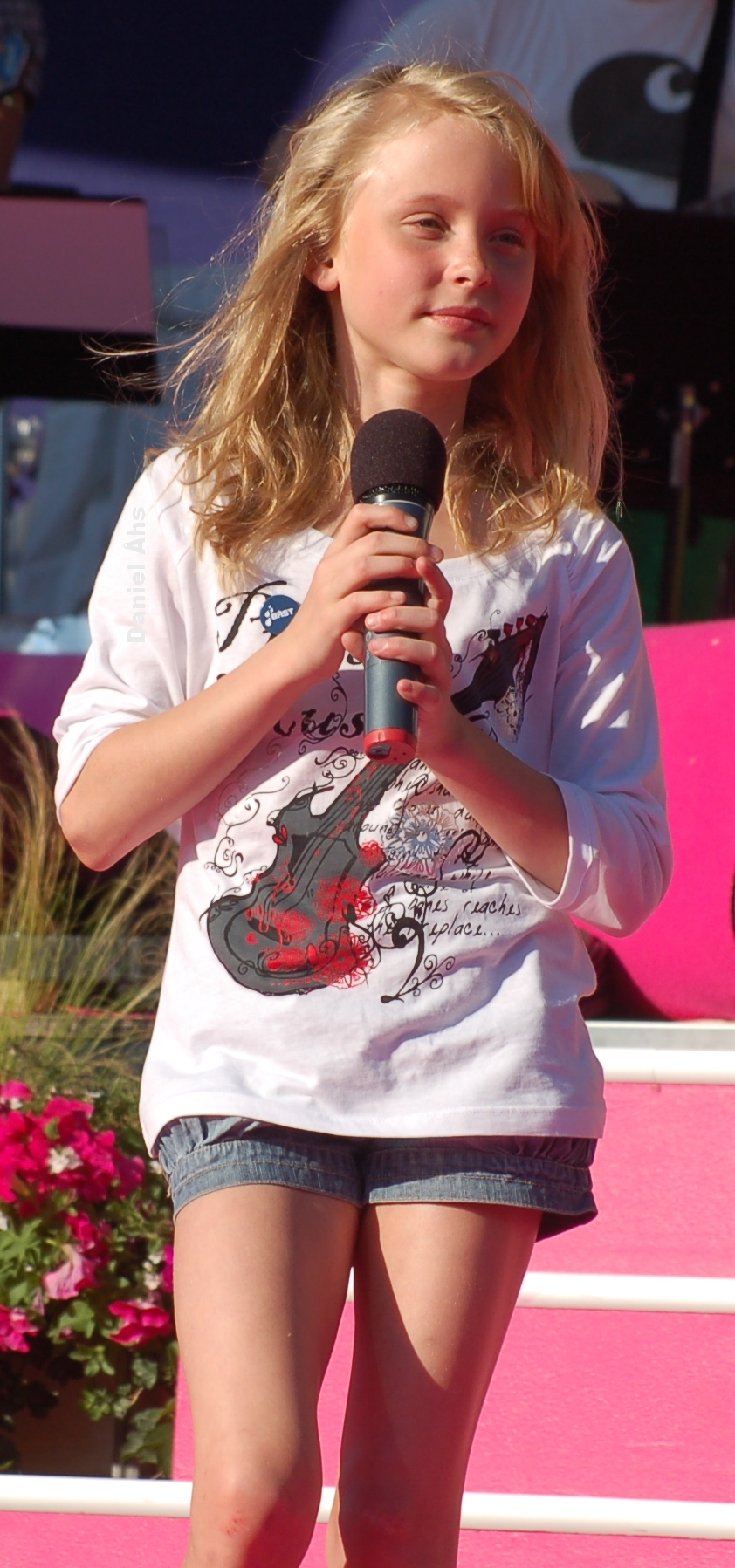
Ларссон у віці 10 років («Sommarkrysset», «Грёна Лунд», 2008)

### 2008—2011: початок кар'єри
Перед тим як взяти участь у телешоу «Talang», вона дійшла до фіналу в іншому шведському шоу талантів, «Stjärnskott 2007».
На шоу талантів «Talang 2008» Ларссон виконала три пісні: «The Greatest Love of All» і «One Moment in Time» Вітні Х'юстон (на прослуховуванні і у півфіналі відповідно) і «My Heart Will Go On» Селін Діон (у фіналі). За перемогу в цьому конкурсі вона отримала 500 000 шведських крон, причому їй тоді було лише 10 років. «My Heart Will Go On» вийшла як її дебютний сингл, відео з її виступом з цією піснею у фіналі було до 2013 року переглянуто на Ютьюб більше десяти мільйонів разів.

### 2012—2014: музичний прорив
Попри те, що після перемоги на «Talang» про Ларссон було дуже мало чути, у 2012 році вона підписала контракт з «TEN Music Group» на випуск дебютного міні-альбому. 9 грудня 2012 року на Ютюб було викладено відео з превью першого синглу з цього альбому, «Uncover». Опис повідомляв, що Ларссон випустить перший міні-альбом.
Альбом був доступний для покупки із 21 січня 2013 року, на ньому було 5 пісень. «Uncover», перший сингл з альбому, досяг 1-го місця у шведських чартах «Sverigetopplistan» і «DigiListan», а також 1-го місця в Норвегії і 3-го місця у Данії. До 25 лютого 2013 року пісня була переглянута на Ютюбі більше 50 мільйонів разів, а сингл був сертифікований платиновим. Пісня також потрапила у хіт-парад «Svensktoppen». А в липні 2013 року на передачі «Sommarkrysset», яка знімалася в «Грена Лунд», вона отримала від «Universal Music Sweden» ще і тричі платиновий диск за свій дебютний міні-альбом «Introducing», за продажу в кількості понад 120 тисяч примірників.
27 березня 2013 року на Ютюбі з'явилося превью пісні «She's Not Me (Pt. 1)». Опис повідомляло про майбутній вихід у неї другого міні-альбому. Альбом, під назвою «Allow Me To Reintroduce Myself», з'явився на світ 5 липня 2013 року. Як і на першому, на ньому було п'ять пісень. До цього, 25 червня, вийшов подвійний (з двома сторонами «А») сингл «She's Not Me» (з піснями «She's Not Me (Pt. 1)» і «She's Not Me (Pt. 2)» з цього альбому).
3 квітня 2013 року Ларссон розповіла в своєму блозі, що в США підписала 3-річний контракт з лейблом «Epic Records».
Її наступний сингл, «Bad Boys» вийшов 28 жовтня 2013 року.
Ближче до кінця 2013 року Ларссон виступала як одна з відкриваючих актів у турі Шер Ллойд по Північній Америці «I Wish Tour».

### 2015—даний час: міжнародний успіх
5 червня 2015 року випустила сингл «Lush Life» з свого другого студійного альбому.
22 липня 2015 Ларссон співпрацювала з номінантом Grammy-британським виконавцем MNEK і випустила свій друний сингл «Never Forget You». Пісня стала № 1 у Швеції, № 5 у Великій Британії, № 3 у Австралії, № 1 у 50-ти шведських музичних чартах (базуючись на щотижневу популярність на YouTube) і також № 1 у шведських чартах Spotify. Через 2 тижня пісня стала платиновою за продажами у Швеції. 
У лютому 2016, Тайні Темпа (або Tinie Tempah) випустив сингл, названий «Girls Like», записаний разом із Зарою Ларссон. Вона також була виконавицею офіційного гімну UEFA Euro 2016, автором якої є Девід Гетта з назвою «This One's For You».
1 вересня 2016, Ларссон випустила 3-й сингл з назвою «Ain't My Fault», який є частиною її майбутнього альбому. 22 жовтня 2016, Time Magazine назвали Зару одною з «30 найвпливовіших підлітків 2016».
11 листопада 2016 Ларссон випустила «I Would Like» як промо-сингл до майбутньного альбому, який мав вийти у січні.
Співачка випустила нову пісню під назвою «So Good», яка є коллаборацією з американським репером Ty Dolla Sign, як четвертий сингл її майбутнього альбому з такою ж назвою 26 січня 2017.
Зара Ларссон класифікує себе як справжня фанатка Бейонсе. Вона дуже відкрита у соцмережах і в інтерв'ю. Вона отримує дедалі більше похвал від інших творців, наприклад, у тому числі від Бейонсе.
У березні 2019 було оголошено, що Ларссон розпочала комерційне співробітництво з китайською технологічною компанією Huawei. Співпрацю піддавали критиці експерти з прав людини в Китаї та інші, які посилаються на тісні зв'язки Huawei з авторитарним урядом Китаю та його записи щодо прав людини, серед іншого.

## Феміністичний активізм
Ларссон ідентифікуєяться як феміністка і активістка. Вона постійно бореться з сексизмом, за що отримує звинувачення в «чоловіконенависництві».
Дізнавшись про сексуальне насильство в ході Bråvalla (фестивалю у Швеції в липні 2016 року), Ларссон написала у Twitter: «Це не важко узагальнити. Важко відчувати себе впевнено на фестивалі, де ви просто хочете отримувати задоволення і насолоджуватися. Але не можете через чоловіків».
Одного разу в Instagram Ларссон виклала фото з натягнутим до коліна презервативом, звертаючись до чоловіків, які під час сексу не дбають про безпеку партнерки. «Всім хлопцям, які кажуть: „Мій статевий орган занадто великий, щоб одягти презерватив“, присвячується».

## Дискографія

### Студійні альбоми
- 1 (2014)
- So Good (2017)
- Poster Girl (2021)[28]

## Нагороди та номінації
| Рік  | Категорія           | Робота       | Результат  |
| ---- | ------------------- | ------------ | ---------- |
| 2017 | Британська співачка | «Girls Like» | Очікується |
| 2017 | Британське відео    | «Girls Like» | Номінована |

| Рік  | Категорія           | Робота  | Результат  |
| ---- | ------------------- | ------- | ---------- |
| 2016 | Кращий новий артист | Herself | Номінована |

| Рік  | Категорія                    | Робота    | Результат  |
| ---- | ---------------------------- | --------- | ---------- |
| 2014 | Краща шведська співачка року | «Uncover» | Номінована |
| 2016 | Гетеро року                  | Herself   | Номінована |
| 2016 | Артист року                  | Herself   | Номінована |

| Рік  | Категорія   | Робота           | Результат  |
| ---- | ----------- | ---------------- | ---------- |
| 2014 | Пісня року  | «Uncover»        | Номінована |
| 2015 | Пісня року  | «Carry You Home» | Номінована |
| 2016 | Артист року | Herself          | Номінована |
| 2016 | Пісня року  | «Lush Life»      | Номінована |

| Рік                            | Категорія               | Робота  | Результат  |
| ------------------------------ | ----------------------- | ------- | ---------- |
| 2014 Kids' Choice Awards\|2014 | Краща шведська зірка    | Herself | Номінована |
| 2015                           | Улюблена шведська зірка | Herself | Номінована |
| 2016                           | Улюблена шведська зірка | Herself | Виграла    |

| Рік  | Категорія               | Робота  | Результат  |
| ---- | ----------------------- | ------- | ---------- |
| 2015 | Кращий прорив           | Herself | Номінована |
| 2016 | Кращий новий артист     | Herself | Перемогла  |
| 2016 | Кращий шведський артист | Herself | Номінована |

| Рік  | Категорія           | Робота  | Результат  |
| ---- | ------------------- | ------- | ---------- |
| 2016 | Кращий новий артист | Herself | Номінована |

| Рік  | Категорія   | Робота      | Результат  |
| ---- | ----------- | ----------- | ---------- |
| 2014 | Пісня року  | «Uncover»   | Номінована |
| 2015 | Артист року | Herself     | Номінована |
| 2016 | Артист року | Herself     | Номінована |
| 2016 | Пісня року  | «Lush Life» | Виграла    |

| Рік  | Категорія               | Робота            | Результат  |
| ---- | ----------------------- | ----------------- | ---------- |
| 2013 | Краща виконавиця наживо | Herself           | Виграла    |
| 2013 | Досягнення року         | Herself           | Виграла    |
| 2014 | Краща виконавиця наживо | Herself           | Виграла    |
| 2015 | Краща виконавиця наживо | Herself           | Виграла    |
| 2015 | Найкраща фан-база       | Zara Larsson fans | Номінована |
| 2015 | Спеціальна нагорода     | Herself           | Виграла    |

| Рік  | Категорія                           | Робота             | Результат  |
| ---- | ----------------------------------- | ------------------ | ---------- |
| 2016 | Choice Music: Пісня про розставання | «Never Forget You» | Номінована |

| Рік  | Категорія                        | Робота             | Результат  |
| ---- | -------------------------------- | ------------------ | ---------- |
| 2016 | Інтернаціональне досягнення року | Herself            | Номінована |
| 2016 | Інтернаціональне досятнення року | This One's for You | Номінована |